# Anti-Hero (pjesma Taylor Swift)
"Anti-Hero" je pjesma američke kantautorice Taylor Swift. To je treća pjesma i glavni singl sa Swiftina desetog studijskog albuma, Midnights (2022.), koji je objavljen 21. listopada 2022. preko Republic Recordsa. Napisali i producirali Swift i Jack Antonoff, "Anti-Hero" zaranja u Swiftinu mentalnu nesigurnost i probleme s depersonalizacijom. Prateći spot premijerno je također prikazan 21. listopada. Pjesma će utjecati na američki vrući suvremeni radio za odrasle 24. listopada, a na suvremeni hit radio sljedećeg dana, kao glavni singl s Midnights.

## Pozadina
Dana 28. kolovoza 2022. Taylor Swift najavila je svoj deseti studijski album, Midnights, koji je objavljen 21. listopada 2022. Popis pjesama nije odmah otkriven. Jack Antonoff, dugogodišnji Swiftin suradnik koji je radio s njom od njenog petog studijskog albuma 1989 (2014.), potvrđen je kao producent na Midnightsu videom objavljenim na Swiftinom Instagram računu 16. rujna 2022. pod nazivom "The Making of Midnights". Počevši od 21. rujna 2022., Swift je počela otkrivati popis pjesama nasumičnim redoslijedom kroz svoju kratku video seriju na TikToku, pod nazivom Midnights Mayhem with Me. Sastojala se od 13 epizoda, s jednom pjesmom otkrivenom u svakoj epizodi. Swift baca kavez za lutriju koji sadrži 13 ping pong loptica numeriranih od jedan do trinaest, od kojih svaka predstavlja pjesmu Midnights, a kada loptica ispadne, otkrila je naslov odgovarajuće pjesme na albumu, putem telefona. U šestoj epizodi 3. listopada 2022., Swift je objavila naslov treće pjesme kao "Anti-Hero". Dana 16. listopada, Swift je objavila kratki video na svojim društvenim medijima koji je prikazivao itinerar događaja zakazanih za predstavljanje albuma, pod nazivom "Midnights Manifest". Navedeno je da će glazbeni video za "Anti-Hero" biti objavljen istog dana kad i album. Raspored također spominje "#TSAntiHeroChallenge" na YouTube Shorts. Universal Music Group poslala je "Anti-Hero" talijanskim radijskim postajama 21. listopada 2022. Republic Records će ga objaviti na američkom vrućem suvremenom radiju za odrasle 24. listopada i suvremenom hit radiju 25. listopada, kao vodeći singl s albuma Midnights.

## Glazbeni video
Glazbeni video premijerno je prikazan na YouTubeu u 14 sati po srednj Europskom ljetnom vremenu 21. listopada, 8 sati nakon izlaska albuma. Swift je sama napisala i režirala glazbeni spot. U njemu pjeva prvu strofu u kućnoj kuhinji u predgrađu u stilu 1970-ih noću, nakratko okružena duhovima u stolnjacima. Otvara ulazna vrata, otkrivajući drugu verziju sebe sa svojim izgledom iz ranih 2010-ih i plesnom odjećom za turneju, te zajedno piju čaše i pjevaju refren, pri čemu "trenutačna" verzija svira zelenu gitaru, dok "mlađa" verzija razbija njegova kopija na podu. Treća, divovska verzija Swifta uvuče se na susjedovu večeru, nakon čega je gost neuspješno pokušava savladati gađajući je u srce lukom i strijelom, na što ona daje ljutit, neuznemiren pogled, prije nego što pojede hranu gostiju . Most opisuje Swiftin san o njezinom pogrebu, kojem prisustvuju njezini sinovi (Mike Birbiglia i John Early) i snaha (Mary Elizabeth Ellis), od kojih četvrta verzija Swift, koja viri iz unutrašnjosti lijesa, implicira da je njezino očito ubojstvo. Troje sudionika prepiru se oko raznih obiteljskih problema, prije nego saznaju da ih njezina posljednja volja ostavlja bez novca i daje metafiktivnu tvrdnju da video ne sadrži skrivenu simboliku. Video završava kada prve dvije verzije Swifta sjede na krovu i ponude vino divovskoj verziji, koja ga radosno prihvaća.

### Ljestvice
| Ljestvice (2022–2025)      | Najviša pozicija |
| -------------------------- | ---------------- |
| Argentina                  | 40               |
| Australija                 | 1                |
| Austrija                   | 6                |
| Belgija                    | 1                |
| Brazil                     | 8                |
| Bugarska                   | 6                |
| Češka                      | 2                |
| Finska                     | 10               |
| Francuska                  | 32               |
| Grčka                      | 2                |
| Hrvatska                   | 1                |
| Indija                     | 4                |
| Irska                      | 1                |
| Italija                    | 26               |
| Kanada                     | 1                |
| Latvija                    | 17               |
| Litva                      | 5                |
| Meksiko                    | 8                |
| Nizozemska                 | 5                |
| Njemačka                   | 7                |
| Norveška                   | 3                |
| Novi Zeland                | 1                |
| Portugal                   | 2                |
| Singapur                   | 1                |
| Sjedinjene Američke Države | 1                |
| Slovačka                   | 6                |
| Španjolska                 | 14               |
| Švedska                    | 5                |
| Turska                     | 6                |
| Ujedinjeno Kraljevstvo     | 1                |